# نیژنیایا تالدا
نیژنیایا تالدا (به لاتین: Nizhnyaya Talda) یک منطقهٔ مسکونی در روسیه است که در جمهوری آلتای واقع شده‌است.